# 아들을 동반한 검객
아들을 동반한 검객(일본어: 子連れ狼)은 작가 고이케 가즈오 제작, 고지마 고세키 작화의 일본 만화 시리즈이다. 1970년 처음 출판되었으며 스토리는 와카야마 토미사부로 주연의 6개 영화, 4개의 연극, 요로즈야 키노스케 주연의 텔레비전 시리즈로 각색되었으며 중요하고 영향력있는 작품으로 널리 인식된다.

## 등장인물
- 이토 오가미(拝一刀)
- 다이고로 오가미(拝大五郎)
- 레츠도 야규(柳生烈堂)
- 다노모 아베(阿部頼母)